# Kadri Roshi
Kadri Roshi, né le 4 janvier 1924 à Mallakastër (Albanie) et mort le 6 février 2007, est l'un des acteurs albanais les plus célèbres, à la scène comme à l'écran.

## Biographie
Il s'est formé à Prague et a interprété environ 180 rôles, au théâtre et 36 au cinéma. 
L'Albanie lui a décerné le titre d'"Artiste du peuple", et, en 2003, le Président de la République Alfred Moisiu est allé rendre visite à Kadri Roshi hospitalisé — témoignant ainsi de la considération portée à l'acteur dans son pays natal.

## Filmographie sélective
- 1958 : Tana
- 1971 : Kur zbardhi një ditë ; Malet me blerim mbuluar
- 1976 : Fije që priten ; Les Coquelicots sur les murs (Lulekuqet mbi mure) ; L'Affrontement (Përballimi) ; Tokë e përgjakur
- 1977 : Njeriu me top ; Shëmbja e idhujve ; Zemrat që nuk plaken
- 1978 : Général Gramophone (Gjeneral gramafoni)
- 1979 : Face à face (Ballë për ballë) ; Këshilltarët ; Liri a vdekje
- 1980 : Dëshmorët e monumenteve ; Partizani i vogël Velo
- 1982 : Era e ngrohtë e thellësive
- 1983 : Apasionata
- 1984 : Dasma e shtyrë ; Fejesa e Blertës
- 1986 : Kur ndahesh nga shokët ;  Rrethimi i vogël
- 1988 : Misioni përtej detit ; Pesha e kohës ; Rekonstruksioni
- 1990 : Fletë të bardha
- 1991 : Vdekja e burrit
- 1994 : Një ditë nga një jetë
- 1995 : Mikres mèrès
- 1996 : Kolonel Bunker